# 元城縣
元城縣的西漢置設的一個縣，屬魏郡，以戰國魏公子元食邑而得名，治所在今大名縣城東。其後屢有遷移。

## 沿革
三國魏黃初二年（221年）改屬陽平郡。北齊天保七年（556年）省入貴鄉縣。隋開皇六年（586年）析貴鄉縣復置，屬魏州。唐貞觀十七年（643年）又省入貴鄉縣。武周聖歷二年（699年）復析置，屬魏州。與貴鄉縣、魏州同治於今大名縣城東北之北沙廟。五代後唐同光元年（923年）改名興唐縣；後晉複名元城縣，屬大名府。金代與大名縣、大名府同治。元世祖至元二年（1265年）省入大名縣，不久復置。明時治今大名。洪武三十一年（1398年），清乾隆二十二年（1757年）大名縣曾兩次遷治於元城。民國三年（1915年）省入大名縣。